# Acer latahense
Acer latahense — це вимерлий вид клена, описаний із серії ізольованих викопних листків. Вид відомий з найпізніших відкладень раннього та середнього міоцену, відкритих у штатах Орегон і Вашингтон, США. Це один із кількох вимерлих видів із секції Macrantha.

## Опис
Листки Acer latahense мають просту структуру з ідеально актинодромною структурою жилок, у яких первинні жилки починаються біля основи листової пластинки та йдуть до краю. Листки трилопатеві, бічні частки становлять приблизно одну третину довжини середньої частки. Листя має три або п'ять первинних жилок і приблизно 3.5–10 сантиметрів у довжину та 2.0–8.0 сантиметрів у ширину. Морфологія A. latahense передбачає розміщення в секції Acer Macrantha. Це базується на загальній структурі жилок і малих зубах однакового розміру та структурі жилок. Комбінація ознак морфології листя найбільш схожа на живий вид клена Acer rufinerve, який зазвичай називають червонолистним або кленом Хонсю. A. latahense відрізняється меншою кількістю зубців, які мають тенденцію бути більш тупими, і структуруванням структури третинних жилок. Вимерлий вид Acer palaeorufinerve також помітно схожий на A. latahense, але має ширшу медіальну частку. Вулф і Танай припускають, що A latahense може бути нащадком A. palaeorufinerve.